# Allen Collins
Allen Collins (ur. 19 lipca 1952, zm. 23 stycznia 1990) – amerykański muzyk rockowy, gitarzysta, współzałożyciel southern-rockowego zespołu Lynyrd Skynyrd.
Allen Collins zmarł z powodu ciężkiego zapalenia płuc, będącego powikłaniem paraliżu jakiego doznał na skutek wypadku samochodowego w 1986 roku. Jest pochowany obok swej żony w Jacksonville w stanie Floryda.